# Balistoides
Balistoides is een geslacht van straalvinnige vissen uit de familie van de Balistidae (Trekkervissen).

## Soorten
- Balistoides conspicillum (Bloch & Schneider, 1801) – Luipaardtrekkervis
- Balistoides viridescens (Bloch & Schneider, 1801) – Blauwvintrekkervis